# 阿比莱克斯
阿比莱克斯是爱尔兰莱伊什郡的一个镇，人口1,383人（2002年）。